# Pallavolo Genova
La Pallavolo Genova è stata una società pallavolistica maschile italiana con sede a Genova.

## Storia
La Pallavolo Genova viene fondata nel 2010: grazie all'acquisto del titolo sportivo dall'Igo Genova viene ammessa a partecipare alla Serie A2 nella stagione 2010-11, qualificandosi per i play-off promozione, eliminata poi in semifinale. Raggiunge la qualificazione ai play-off promozione anche nell'annata seguente, uscendo ai quarti di finale.
Nella stagione 2012-13 la società rinuncia all'iscrizione alla serie cadetta, venendo ripescata in Serie B1: al termine del campionato, chiuso al quarto posto nel proprio girone, la società annuncia il termine dell'attività.